# Rhagonycha atra
Rhagonycha atra – gatunek chrząszcza z rodziny omomiłkowatych i podrodziny Cantharinae.

## Taksonomia
Gatunek ten opisany został po raz pierwszy w 1767 roku przez Karola Linneusza pod nazwą Cantharis atra.

## Morfologia
Chrząszcz o wydłużonym ciele długości od 6 do 7,5 mm. Głowę, przedplecze, tarczkę oraz pokrywy ma ubarwione jednolicie czarno lub czarniawobrązowo. Na głowie brak jest guzka między nasadami czułków. Przedplecze ma zaokrągloną krawędź przednią, niezaostrzone kąty tylne i niewklęsłą krawędź tylną. U samic jest znacznie szersze niż dłuższe, u samców bywa podobne lub tylko trochę szersze niż dłuższe. Odnóża mają czarne do czarniawobrązowych uda, żółtobrązowe golenie i ciemniejsze stopy. Wierzchołki wszystkich pazurków są rozdwojone. Genitalia samca mają edeagus zaopatrzony w tarczkę grzbietową z głębokim wycięciem na krawędzi wierzchołkowej, niemal dzielącym ją na dwie rozbieżne, na szczytach lekko zaostrzone części.

## Ekologia i występowanie
Owad preferujący wyżyny i góry, ale mniej licznie obecny również na nizinach. Osiąga około 2500 m n.p.m. Zasiedla lasy. Osobniki dorosłe obserwuje się od maja do sierpnia ze szczytem pojawu w czerwcu i lipcu.
Gatunek palearktyczny, znany z Wielkiej Brytanii, Francji, Belgii, Niemiec, Szwajcarii, Austrii, Finlandii, Estonii, Litwy, Polski, Czech, Słowacji, Węgier, Białorusi, Ukrainy, Rumunii oraz europejskiej i północno-zachodniosyberyjskiej Rosji.